# Mimauxa puncticollis
Mimauxa puncticollis är en skalbaggsart som beskrevs av Stefan von Breuning 1980. Mimauxa puncticollis ingår i släktet Mimauxa och familjen långhorningar.
Artens utbredningsområde är Madagaskar. Inga underarter finns listade i Catalogue of Life.